# Casa Escrivà de la plaça de l'Ajuntament (Amposta)
La casa Escrivà és un edifici d'habitatges d'Amposta inclòs a l'Inventari del Patrimoni Arquitectònic de Catalunya.

## Descripció
És un edifici d'habitatges de planta pentagonal irregular. Està situat a l'extrem d'una illa, i és de planta baixa i quatre pisos i la coberta plana. A les altres façanes vistes, agafant com a principal la de la plaça de l'Ajuntament, presenta pràcticament els mateixos elements, tot i que amb distribució diferent, sobretot a les façanes dels carrers Sant Joan i Àfrica, organitzades asimètricament. La façana de la plaça de l'Ajuntament és perfectament estructurada d'acord amb un eix central de simetria i en funció de cinc registres horitzontals: gran portalada amb arc rebaixat, encoixinat de poc volum i pedres cantoneres a la planta baixa; tres balcons, el central més gran, amb emmarcaments senzills i mènsules esculturades per als tres primers pisos superiors; cinc finestres agrupades a l'últim pis (dues cegues); cornisa senzilla i barana d'obra.

## Història
L'edifici va ser dels primers edificis d'Amposta edificat per un arquitecte amb plànols.
Durant la guerra civil tenia un niu de metralladores a la terrassa.
Sempre ha mantingut la mateixa estructura i les remodelacions exteriors han estat mínimes.